# Vida (Luis Fonsi)
Vida è il decimo album in studio del cantante portoricano Luis Fonsi, pubblicato il 1º febbraio 2019 dall'etichetta discografica Universal.

## Tracce
1. Sola – 3:24
2. Apaga la Luz – 3:32
3. Le pido al cielo – 4:07
4. Imposible (feat. Ozuna) – 2:44 (Luis Rodríguez, Vicente Saavedra, Mauricio Rengifo, Juan Carlos Ozuna Rosado, Andrés Torres)
5. Poco a poco – 2:55
6. Dime que no te irás – 4:21
7. Échame la culpa (feat. Demi Lovato) – 2:53 (Luis Rodríguez, Alejandro Rengifo, Mauricio Rengifo, Andrés Torres)
8. Tanto para nada – 3:50
9. Despacito (feat. Daddy Yankee) – 3:49 (Luis Rodríguez, Erika Ender, Ramón Ayala)
10. Más fuerte que yo – 3:49
11. Calypso (feat. Stefflon Don) – 3:20 (Luis Rodríguez, Dyo, Mauricio Rengifo, Andrés Torres, Stefflon Don)
12. Ahí estás tú – 3:22
13. Despacito (Remix) (feat. Daddy Yankee, Justin Bieber) – 3:50 (Luis Rodríguez, Erika Ender, Ramón Ayala, Justin Bieber, Jason Boyd, Marty James)
14. Calypso (Remix) (feat. Karol G) – 3:05 (Luis Rodríguez, Dyo, Mauricio Rengifo, Andrés Torres, Stefflon Don)
15. Sola (English version) – 3:24